# 恋の罠/Precious Nativity
- ハヤテのごとく! > ハヤテのごとく! (アニメ) > 恋の罠
- ハヤテのごとく! > ハヤテのごとく! (アニメ) > Precious Nativity

「恋の罠/Precious Nativity」（こいのわな/プレシャス・ネイティヴィティ）は、水蓮寺ルカ starring 山崎はるかの2枚目のシングル。2012年11月28日にGENEON UNIVERSALから発売された。

## 概要
前作から約1年ぶりとなる2ndシングル。
リード曲「恋の罠」は、テレビアニメ『ハヤテのごとく! CAN'T TAKE MY EYES OFF YOU』エンディングテーマに起用された。もうひとつのA面ソングの「Precious Nativity」も、同アニメの挿入歌に起用された。
初回生産限定として、CDジャケットデザインのミニポスターが付属している。

## 収録曲
1. 恋の罠 [3:59]
作詞：西田恵美 ／ 作曲：村井大 ／ 編曲：増田武史
  - テレビアニメ『ハヤテのごとく! CAN'T TAKE MY EYES OFF YOU』エンディングテーマ
2. Precious Nativity [4:24]
作詞：六ツ見純代 ／ 作曲：KOUTAPAI ／ 編曲：渡辺拓也
  - テレビアニメ『ハヤテのごとく! CAN'T TAKE MY EYES OFF YOU』挿入歌
3. 恋の罠（TV EDIT） [1:29]
4. Precious Nativity（TV EDIT） [1:57]
5. 恋の罠（Instrumental） [3:59]
6. Precious Nativity（Instrumental） [4:24]

## 収録アルバム
- 「ハヤテのごとく! CAN`T TAKE MY EYES OFF YOU」SPECIAL SAMPLER DISC（#3）
- 福音（#1,2）